# سفيان المودن
سفيان المودن (مواليد 16 مارس 1994) هو لاعب كرة قدم مغربي فرنسي، يشغل مركز لاعب وسط في نادي حسنية أكادير في البطولة المغربية.

## مسيرته
دشن المودن مسيرته الكروية في فرنسا، رفقة نادي سانت إتيان، ثم خاض مجموعة من التجارب في عدد من الأندية الفرنسية، في الدرجات الدنيا، قبل الانتقال إلى نادي سينيتسا السلوفيني، الذي لعب له لمدة سنة واحدة. سنة 2020، انتقل إلى نادي اتحاد طنجة المغربي لمدة موسم واحد.
في 4 نوفمبر 2020، توصل الوداد الرياضي إلى اتفاق رسمي مع سفيان المودن، لضمه من أجل تدعيم صفوفه. وتمت الصفقة بين الوداد واتحاد طنجة بشأن انتقال سفيان إلى الوداد، مقابل تخلي الفريق البيضاوي لاتحاد طنجة عن لاعبه أنس الأصباحي، إضافة لمبلغ من المال لم يتم الكشف عن قيمته. و احترف في نادي الجندل السعودي.

## روابط خارجية
- سفيان المودن على موقع قاعدة بيانات كرة القدم.إي يو (الإنجليزية)
- سفيان المودن على موقع Soccerway.com (الإنجليزية)